# 2018년 콩고 민주 공화국 대통령 선거
2018년 콩고 민주 공화국 대통령 선거(프랑스어: Élection présidentielle congolaise de 2018)는 2018년 12월 30일 콩고 민주 공화국에서 치러진 대통령 선거이며 펠릭스 치세케디가 득표율이 38.6%의 득표율로 마르탱 파율루는 득표율이 34.8%에 승리하여 첫 정권교체를 이룩하였다.